# Provinca Espaillat
Espaillat (španska izgovarjava: [espaiˈʎat]) je provinca Dominikanske republike. Svoje ime je dobila po pisatelju Ulisesu Franciscu Espaillatu (1823-1878), ki je leta 1876 tudi predsedoval Dominikanski republiki.

## Občine in občinski okraji
Provinca je bila 20. junija 2006 razdeljena na naslednje občine in občinske okraje (D.M.-je):
| - Cayetano Germosén - Gaspar Hernández - Joba Arriba (D.M.) - Veragua (D.M.) - Villa Magante (D.M.) - Jamao al Norte | - Moca - Canca La Reina (D.M.) - El Higüerito (D.M.) - José Contreras (D.M.) - Juan López (D.M.) - La Ortega (D.M.) - Las Lagunas (D.M.) - Monte de La Jagua (D.M.) - San Víctor |

Spodnja tabela prikazuje števila prebivalstev občin in občinskih okrajev iz popisa prebivalstva leta 2012. Mestno prebivalstvo vključuje prebivalce sedežev občin/občinskih okrajev, podeželsko prebivalstvo pa prebivalce okrožij (Secciones) in sosesk (Parajes) zunaj okrožij.
| Občina             | Skupno prebivalstvo | Mestno prebivalstvo | Podeželsko prebivalstvo |
| ------------------ | ------------------- | ------------------- | ----------------------- |
| Cayetano Germosén  | 36.930              | 16.439              | 20.491                  |
| Gaspar Hernández   | 57.302              | 37.852              | 19.450                  |
| Jamao al Norte     | 42.953              | 15.390              | 27.563                  |
| Moca               | 253.293             | 165.213             | 88.080                  |
| Provinca Espaillat | 390.478             | 234.894             | 155.584                 |

Za celoten seznam občin in občinskih okrajev države, glej Seznam občin Dominikanske republike.  